# Jordforurening
Jordforurening er en generel betegnelse for miljøfremmede partikler i jordbunden, hovedsageligt opstået som følge af menneskelig aktivitet. I henhold til Miljøstyrelsen forefandtes ved udgangen af 2006 ca. 24.000 forurenede eller muligt forurenede lokaliteter.
I Danmark har Regionerne overtaget myndighed for kortlægning og oprensning af jordforurening fra de nedlagte amter.
De ovenfor nævnte 24.000 forurenede matrikler er blevet fundet ved at søge oplysninger om brancher, der erfaringsmæssigt har givet anledning til jordforurening.
Når myndigheden på baggrund af papirsoplysninger har registreret, at en matrikel mistænkes forurenet, rubriceres den som kortlagt på vidensniveau 1.
Når myndigheden på baggrund af specifikke målinger af forureningen på en matrikel registrerer en matrikel, rubriceres den som kortlagt på vidensnivau 2.